# Локвуд, Дидье
Дидье Локвуд (фр. Didier Lockwood; 11 февраля 1956[…], Кале — 18 февраля 2018[…], XVIII округ Парижа) — французский скрипач. Он играл во французской рок-группе Magma в 1970-х годах и был известен тем, что использовал электроусилители и экспериментировал с различными звуками электрической скрипки.

## Карьера
В 1979 году Локвуд выпустил свой первый сольный альбом New World, и записал более 20 альбомов. В 1994 году он на два года переехал в Нью-Йорк. За это время он записал два альбома, New York Rendez Vous и Storyboard. На творчество Локвуда оказал влияние скрипач Жан-Люк Понти. Он начал играть на электроскрипке после того, как услышал Понти на альбоме King Kong: Jean-Luc Ponty Plays the Music of Frank Zappa. Ещё одним важным источником вдохновения для него был француз Стефан Граппелли. В 2000 году Локвуд записал трибьют-альбом в честь Граппелли. Локвуд скончался 18 февраля 2018 года.

## Дискография

### В составе Magma
- Live/Hhaï (1975)
- Üdü_Ẁüdü (1976)

### Как лидер
- Thank You Friends (Atlantic, 1978)
- New World (MPS, 1979)
- Surya (Inner City, 1980)
- Live in Montreux (Pausa, 1980)
- Fusion (JMS, 1981)
- Fasten Seat Belts (JMS, 1982)
- Trio (JMS, 1983)
- The Kid (MPS, 1983)
- Out of the Blue (Gramavision, 1985)
- Rhythm & BLU (Gramavision, 1986)
- Absolutely Live (JMS, 1986)
- 1.2.3.4 (JMS, 1987)
- Au Clair de La Lune (JMS, 1989)
- Lune Froide (JMS, 1991)
- Colors (Nuevos Medios, 1991)
- Caron/Ecay/Lockwood (JMS, 1992)
- For Evans Sake (JMS, 1992)
- Solal Lockwood (JMS, 1993)
- Onztet de Violon Jazz (JMS, 1994)
- New York Rendez-Vous (JMS, 1995)
- Storyboard (Dreyfus, 1996)
- Round About Silence (Dreyfus, 1998)
- Omkara (Dreyfus, 2001)
- Globe Trotter (Universal, 2003)
- Les Mouettes (EmArcy, 2005)
- Tribute to Stephane Grappelli (Dreyfus, 2006)
- Le Jazz & La Diva (Ames/Harmonia Mundi 2006)
- Waltz Club (EmArcy, 2006)
- La Reine Soleil (Ames, 2007)
- For Stephane (Ames, 2008)
- Le Jazz & La Diva Opus II (Ames, 2008)
- Brothers (Ames, 2009)
- Apesantar (Fremeaux, 2016)
- Open Doors (Ames/Okeh/Sony, 2017)